# Воронихинский сельсовет
Воронихинский сельсовет — муниципальное образование со статусом сельского поселения и административно-территориальное образование в Ребрихинском районе Алтайского края России. Административный центр — село Ворониха.

## Демография
По результатам Всероссийской переписи населения 2010 года, численность населения муниципального образования составила 969 человек, в том числе 449 мужчин и 520 женщин. Оценка Росстата на 1 января 2012 года — 953 человека.

## Населённые пункты
В состав сельского поселения входит один населённый пункт — село Ворониха.